# Коренско поврће
Коренско поврће је подземни део биљке који људи једу као храну. Иако ботаника разликује прави корен од подземног стабла (попут луковице, ризома и кртоле), на оба органа се примењује израз коренско поврће када су врсте у пољопривредној и кулинарској употреби. Многе врсте коренског поврћа могу да се ван вегетацијске сезоне добро одрже по подрумима, у трајању и до неколико месеци. 
Као коренско поврће се углавном користе они органи који биљци служе као органи за магационирање хране, увећани у сврху складиштења угљених хидрата. Коренско поврће се међусобно разликује у концентрацији и односу између скроба, простих шећера и других врста угљених хидрата. Од посебног је економског значаја оно поврће са великом концентрацијом скроба, посебно у тропским регионима, где засењује значајем житарице широм великог дела средње и западне Африке и Океаније.   
Присталице ђаинизма не једу коренско поврће. 

## Списак коренастог поврћа
Следећа листа класификује коренасто поврће организовано према анатомији корена.

### Модификовано стабло биљке
- Грудаста луковица[2][3][4]
  - Amorphophallus konjac
  - Colocasia esculenta
  - Eleocharis dulcis
  - Ensete
  - Nymphaea
  - Pteridium esculentum
  - Sagittaria
  - Typha 
  - Xanthosoma
  - Colocasia antiquorum

- Луковица[5][6][7]
  - Allium cepa (црни лук)
  - Allium sativum (бели лук)
  - Camassia quamash
  - Foeniculum vulgare
- Ризом[8][9][10]
  - Curcuma longa (куркума)
  - Panax ginseng (гинсенг)
  - Arthropodium spp. (ренгаренга, ванила љиљан и други)
  - Кана
  - Cordyline fruticosa
  - Maranta arundinacea
  - Nelumbo nucifera
  - Typha
  - Zingiber officinale (ђумбир, галангал)

- Гомољасто стабло[11][12][13]
  - Apios americana
  - Cyperus esculentus
  - Helianthus tuberosus
  - Hemerocallis
  - Lathyrus tuberosus
  - Oxalis tuberosa
  - Plectranthus edulis и P. esculentus
  - Solanum tuberosum (кромпир)
  - Stachys affinis
  - Tropaeolum tuberosum
  - Ullucus tuberosus

### Стабло налик корену
- Zamia integrifolia

### Прави корен
- Главни корен[14][15][16]
  -  Arracacia xanthorrhiza
  - Beta vulgaris (цвекла и сточна репа)
  - Brassica
  - Bunium persicum
  - Чичак (Arctium, фамилија Asteraceae)
  - Шаргарепа (Daucus carota subsp. sativus)
  - Целер (Apium graveolens rapaceum)
  - Јапанска бела ротквица  (Raphanus sativus var. longipinnatus)
  - Маслачак (Taraxacum) spp.
  - Lepidium meyenii
  - Microseris lanceolata
  - Pachyrhizus
  - Пашканат (Pastinaca sativa)
  - Petroselinum spp. (першунов корен)
  - Ротквица (Raphanus sativus)
  - Scorzonera hispanica
  - Sium sisarum
  - Tragopogon
  - Vigna lanceolata

- Кртоласти корени[17][18]
  - Amorphophallus galbra
  - Conopodium majus
  - Dioscorea
  - Dioscorea polystachya
  - Hornstedtia scottiana
  - Ipomoea batatas (слатки кромпир)
  - Ipomoea costata (пустињски јам)
  - Manihot esculenta (касава или јука или маниока)
  - Mirabilis expansa
  - Pediomelum esculentum
  - Smallanthus sonchifolius (јакон)